# Ghiacciaio Velasco
Il ghiacciaio Velasco (in inglese Velasco Glacier) è un ghiacciaio lungo circa 9 km situato sulla costa di Eights, nella Terra di Ellsworth, in Antartide. Il ghiacciaio, il cui punto più alto si trova a circa 170 m s.l.m., fluisce verso ovest a fino a raggiungere le isole Backer, nella zona meridionale della baia di Cranton.

## Storia
Il ghiacciaio Velasco è stato così battezzato dal Comitato consultivo dei nomi antartici in onore di Miguel G. Velasco, specialista informatico dello United States Geological Survey (USGS), membro della squadra dello USGS che negli anni novanta ha realizzato le mappe dell'Antartide in scala 1:5.000.000 utilizzando lo strumento satellitare chiamato Advanced Very High Resolution Radiometer.